# Villefranche-de-Lauragais

Villefranche-de-Lauragais este o comună în departamentul Haute-Garonne din sudul Franței. În 2009 avea o populație de 4.090 de locuitori.

## Evoluția populației
| An        | 1975  | 1982  | 1990  | 1999  | 2006  | 2009  |
| --------- | ----- | ----- | ----- | ----- | ----- | ----- |
| Populație | 2.948 | 3.127 | 3.316 | 3.338 | 3.856 | 4.090 |